# Município de Congress (condado de Wayne, Ohio)
Localização do Ohio nos E.U.A.
O município de Congress (em inglês: Congress Township) é um município localizado no condado de Wayne no estado estadounidense de Ohio. No ano 2010 tinha uma população de 4533 habitantes e uma densidade populacional de 40,26 pessoas por km².

## Geografia
O município de Congress encontra-se localizado nas coordenadas 40° 56′ 42″ N, 82° 04′ 06″ O. Segundo a Departamento do Censo dos Estados Unidos, o município tem uma superfície total de 112.59 km², da qual 112.18 km² correspondem a terra firme e (0.36%) 0.41 km² é água.

## Demografia
Segundo o censo de 2010, tinha 4533 pessoas residindo no município de Congress. A densidade de população era de 40,26 hab./km².